# Leonid Ščerbakov
Leonid Michajlovič Ščerbakov (rusky Леонид Щербаков; 7. dubna 1927 Olebino – 19. května 2004 Moskva) byl sovětský atlet, specialista na trojskok.
Startoval na dvou olympijských hrách – v roce 1952 v Helsinkách (zde získal stříbrnou medaili v soutěži trojskokanů) a v roce 1956 v Melbourne. Dvakrát se stal mistrem Evropy v této disciplíně – v roce 1950 (výkonem 15,39 m) a 1954 (výkonem 15,90 m). V letech 1950 až 1956 celkem pětkrát zlepšil evropský rekord v trojskoku, 19. července 1953 v Moskvě vytvořil výkonem 16,23 m světový rekord. Svého nejlepšího výkonu v trojskoku – 16,46 m – dosáhl 4. července 1956.